# Felicja Czerniaków
Felicja Czerniaków z domu Zwayer (ur. 1 czerwca 1883 w Warszawie, zm. 24 lutego 1950 tamże) – polsko-żydowska chemiczka, nauczycielka i działaczka społeczna, doktor filozofii, ocalała z Zagłady. Żona Adama Czerniakowa.

## Życiorys

### Do 1939 roku
Urodziła się 1 czerwca 1883 roku w Warszawie. Wywodziła się ze średniozamożnej, częściowo zasymilowanej rodziny żydowskiej. Jej rodzicami byli Edward (Efraim) Zwayer i Salomea z d. Gościnny (Goscinny). Ojciec był właścicielem składu naczyń, który znajdował się przy ul. Granicznej 7. Prawdopodobnie nie miała rodzeństwa.
Ukończyła państwowe gimnazjum w Warszawie, następnie studiowała chemię w szwajcarskim Bernie. Po powrocie do rodzinnego miasta pracowała w laboratorium chemicznym. Zachowała się jej publikacja naukowa z zakresu chemii, napisana w języku niemieckim, a dotycząca funkcji podwójnego chromoforu, którą napisała wspólnie ze Stanisławem Kostaneckim. Ostatecznie porzuciła jednak karierę naukową, poświęcając się działalności pedagogicznej.
Przed i w trakcie I wojny światowej była zatrudniona w Szkole Rzemieślniczej im. Ludwika Natansona przy Gminie Żydowskiej w Warszawie. Według sprawozdania za 1916 rok wykładała tam język polski, geografię i chemię. Ponadto była nauczycielką fizyki i chemii w żydowskim gimnazjum męskim Chinuch przy pl. Krasińskich.
Prawdopodobnie w Szkole Rzemieślniczej im. Ludwika Natansona poznała swojego przyszłego męża, Adama Czerniakowa. Był on tam zatrudniony w latach 1908–1918, a według sprawozdania za 1916 rok wykładał matematykę i technologię. Ślub wzięli 24 lipca 1912 roku. Z ich związku narodziło się jedno dziecko: syn Jan (1914–1942).
W okresie międzywojennym wraz z Eugenią Zweibaumową (żoną Juliusza Zweibauma) prowadziła placówkę oświatową przy ul. Marszałkowskiej. Część źródeł podaje, że była to prywatna szkoła średnia („Żydowska Szkoła Żeńska”). Istnieją jednak pewne przesłanki, które wskazują, że w rzeczywistości mogło być to przedszkole.
Również w okresie międzywojennym, prawdopodobnie na Wolnej Wszechnicy Polskiej, uzyskała tytuł doktora filozofii.
Zasiadała w radzie rodziców I Gimnazjum Związku Zawodowego Nauczycielstwa Polskich Szkół Średnich, do którego uczęszczał jej syn.

### II wojna światowa

#### Getto warszawskie

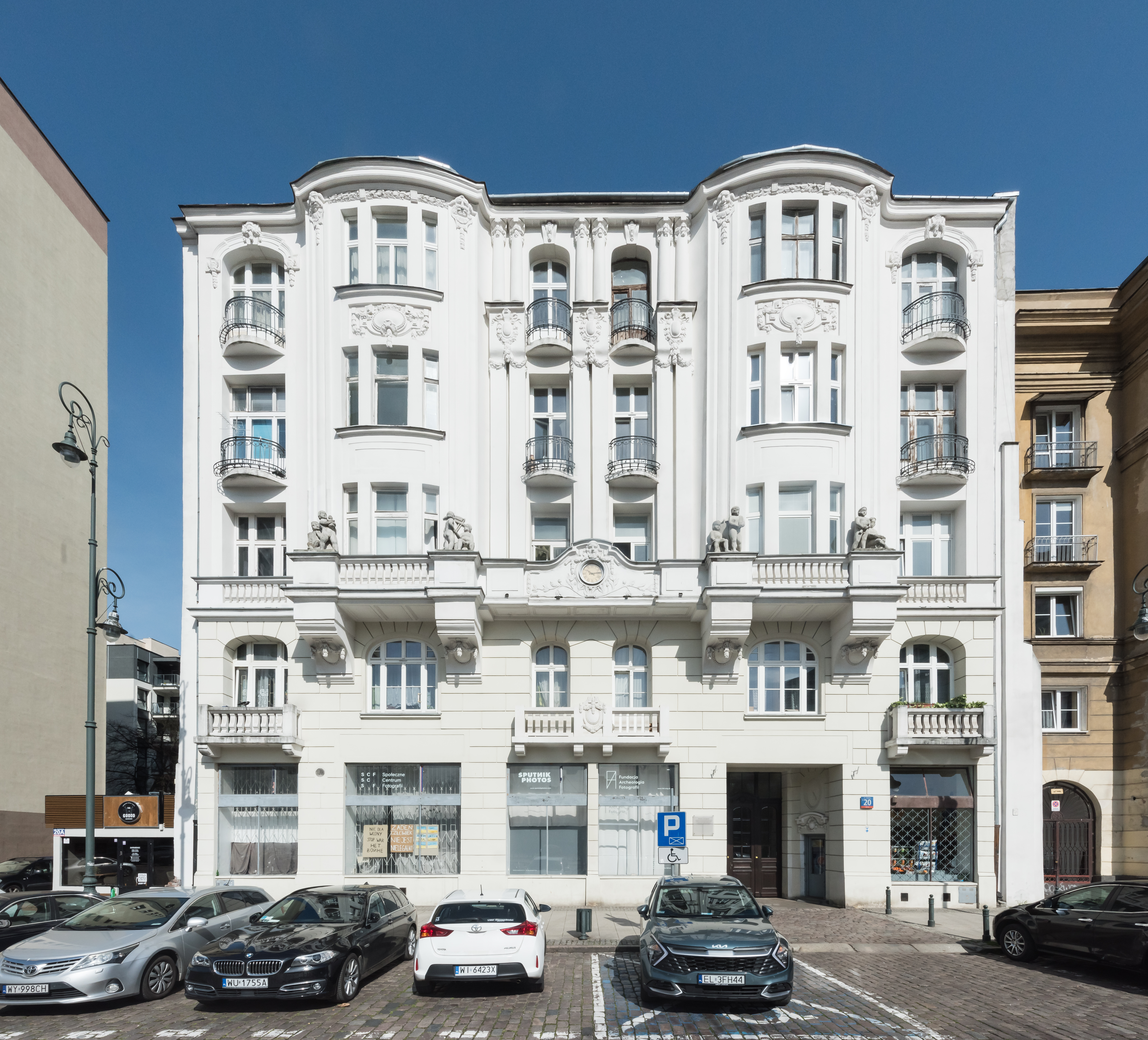
Kamienica pod Zegarem przy ul. Chłodnej 20, w której od grudnia 1941 do sierpnia 1942 mieszkała Felicja Czerniaków

23 września 1939 roku, w trakcie obrony Warszawy, Komisarz Cywilny przy Dowództwie Obrony Warszawy Stefan Starzyński mianował Adama Czerniakowa komisarycznym prezesem Gminy Wyznaniowej Żydowskiej. Z kolei na początku października tegoż roku, niedługo po kapitulacji stolicy, niemieckie władze okupacyjne wyznaczyły go przewodniczącym warszawskiego Judenratu.
Jako pierwsza, jeszcze przed mężem, zdecydowała się podporządkować niemieckim zarządzeniom i nałożyć naramienną opaskę z gwiazdą Dawida. 11 listopada 1940 roku, w związku z utworzeniem getta warszawskiego, oboje przenieśli się ze swojego dotychczasowego mieszkania przy ul. Wspólnej 58 na ul. Elektoralną 11. 13 grudnia 1941 roku ponownie zmienili miejsce zamieszkania, przenosząc się tym razem do kamienicy pod Zegarem przy ul. Chłodnej 20, gdzie zajęli lokal na pierwszym piętrze.
Podobnie jak przed wojną, co najmniej raz w miesiącu pokazywała się publicznie u boku męża, uczestnicząc w różnego rodzaju uroczystościach, akcjach i wydarzeniach. Będąc dobrze zorientowaną w problemach dzielnicy zamkniętej, starała się go wspierać na różne sposoby, „czasami wykazując więcej zdecydowania i energii niż on sam”. Zdarzało się, że w jego imieniu przyjmowała interesantów lub wygłaszała przemówienia. Mąż liczył się z jej zdaniem, stąd osoby mające do niego interes, nierzadko zabiegały o jej względy.
Starała się wykorzystywać swoją pozycję, by pomagać potrzebującym, w tym zwłaszcza dzieciom. Zaangażowała się w działalność Centrali Związku Towarzystw Opieki nad Sierotami i Dziećmi Opuszczonymi (Centos), współtworząc w jej ramach patronat nad dziećmi ulicy. Pomagała przy organizacji akcji „Miesiąc Dziecka”, m.in. przemawiając na akademiach z okazji jej rozpoczęcia i zakończenia. Przy tej i innych okazjach publicznie apelowała do najbogatszych mieszkańców getta, by udzielali wsparcia dzieciom i najuboższym. Pod koniec 1941 roku wraz ze współpracownikami z Centosu zdołała – poprzez nieformalne zabiegi u „króla szczotkarzy” Emila Wajca (Weitza) oraz jego polskich i żydowskich wspólników – zdobyć fundusze, dzięki którym uruchomiono internat „Dobra Wola” przy ul. Dzielnej 61. Znalazło tam schronienie blisko 400 dzieci w wieku 6–12 lat. Niemniej inicjatywa ta spotkała się z silną krytyką, gdyż dobre warunki panujące w tej „wzorcowej” placówce kontrastowały z nędzą pozostałych gettowych sierocińców i przytułków, w tym zwłaszcza pobliskiego Głównego Domu Schronienia przy ul. Dzielnej 39.
W sprawach dotyczących opieki nad dziećmi getta utrzymywała kontakty, nie zawsze jednak harmonijne, z Januszem Korczakiem. Działała w patronacie nad żydowskimi więźniami. Ponadto została przewodniczącą patronatu nad Żydowską Orkiestrą Symfoniczną.
Wraz z mężem starali się w miarę możliwości utrzymać przedwojenny styl życia. Z czasem zaczęła jednak odczuwać pewne dolegliwości na tle fizycznym i psychicznym; nasiliły się one zwłaszcza na wieść o niemieckich zwycięstwach na zachodzie Europy (wiosna 1940) oraz na wieść o niemieckim ataku na ZSRR i zajęciu Lwowa, w którym przebywał jej syn (lato 1941).

#### Po „aryjskiej stronie”
22 lipca 1942 roku Niemcy rozpoczęli wielką akcję deportacyjną w getcie warszawskim. Ogłosiwszy jej rozpoczęcie SS-Hauptsturmführer Hermann Höfle, szef przybyłego z Lublina „sztabu wysiedleńczego”, na osobności zagroził Czerniakowowi, że jeżeli akcja deportacyjna się nie uda, to jego żona „pierwsza będzie jako zakładnik rozstrzelana”. Niemniej nie została aresztowana, być może ze względu na fakt, że w momencie wkroczenia Niemców do getta uczestniczyła w konferencji Centosu i z tego powodu nie była obecna w mieszkaniu.
Następnego dnia, na wieść, iż dzienny kontyngent „wysiedlonych” ulegnie znacznemu zwiększeniu, a deportacja obejmie również dzieci z sierocińców, Czerniaków popełnił samobójstwo. Po jego śmierci wdową zaopiekował się jeden z jego najbliższych współpracowników, Abraham Gepner, który zatrudnił ją w kierowanym przez siebie Zakładzie Zaopatrywania. Po dziesięciu dniach, gdy pod jej nieobecność Niemcy przeprowadzili rewizję w mieszkaniu przy ul. Chłodnej, zdecydowała się jednak na ucieczkę. Początkowo pod opieką doktora Józefa Steina ukrywała się przez blisko trzy dni na oddziale chirurgicznym Szpitala na Czystem przy ul. Leszno 1. Następnie, około 4–5 sierpnia, w grupie przymusowych robotników („placówkarzy”) przedostała się na „aryjską stronę”.
Przez dziesięć miesięcy ukrywała się w domu przy ul. Bukowińskiej 28 na Mokotowie, w mieszkaniu swojej polskiej koleżanki z czasów studenckich, dr. Grabowskiej. Posługiwała się w tym czasie fałszywym nazwiskiem Anna Magdalena Orłowska.
W maju 1943 roku, na skutek donosu złożonego przez syna właściciela domu, została aresztowana przez Kriminalpolizei. Spędziła dwie doby w areszcie w gmachu komendy Kripo przy Al. Ujazdowskich róg Koszykowej. Przesłuchiwał ją naczelnik wydziału (przedwojenny obywatel polski), który po ustaleniu jej tożsamości postanowił nie wydawać jej Gestapo i wypuścił ją na wolność. Uczynił to prawdopodobnie w obawie przed karą ze strony Polskiego Państwa Podziemnego. Niemniej odebrano jej większość rzeczy osobistych, w tym biżuterię, zdjęcia i pożegnalny list męża, a także dziewięć brulionów, w których zapisany był jego osobisty dziennik.
W późniejszym okresie ukrywała się w kilku różnych miejscach. Schronienia udzielał jej m.in. prof. Apolinary Rudnicki, przedwojenny dyrektor I Gimnazjum Związku Zawodowego Nauczycielstwa Polskich Szkół Średnich. Ukrywała się także przy ul. Skaryszewskiej 2 na warszawskiej Pradze, gdzie miała być jednak źle traktowana i szantażowana przez polską gospodynię. Została współpracowniczką Rady Pomocy Żydom. Według datowanej na grudzień 1944 roku relacji Basi Temkin-Bermanowej miała „ponad pięćdziesięciu podopiecznych, którym nie tylko nosiła pieniądze, ale i pomagała w wielu sprawach”.
W ostatnim okresie okupacji, w wyniku powstania warszawskiego lub na skutek złego traktowania ze strony wspomnianej gospodyni, ukrywała się w podwarszawskim Milanówku.

### Losy powojenne

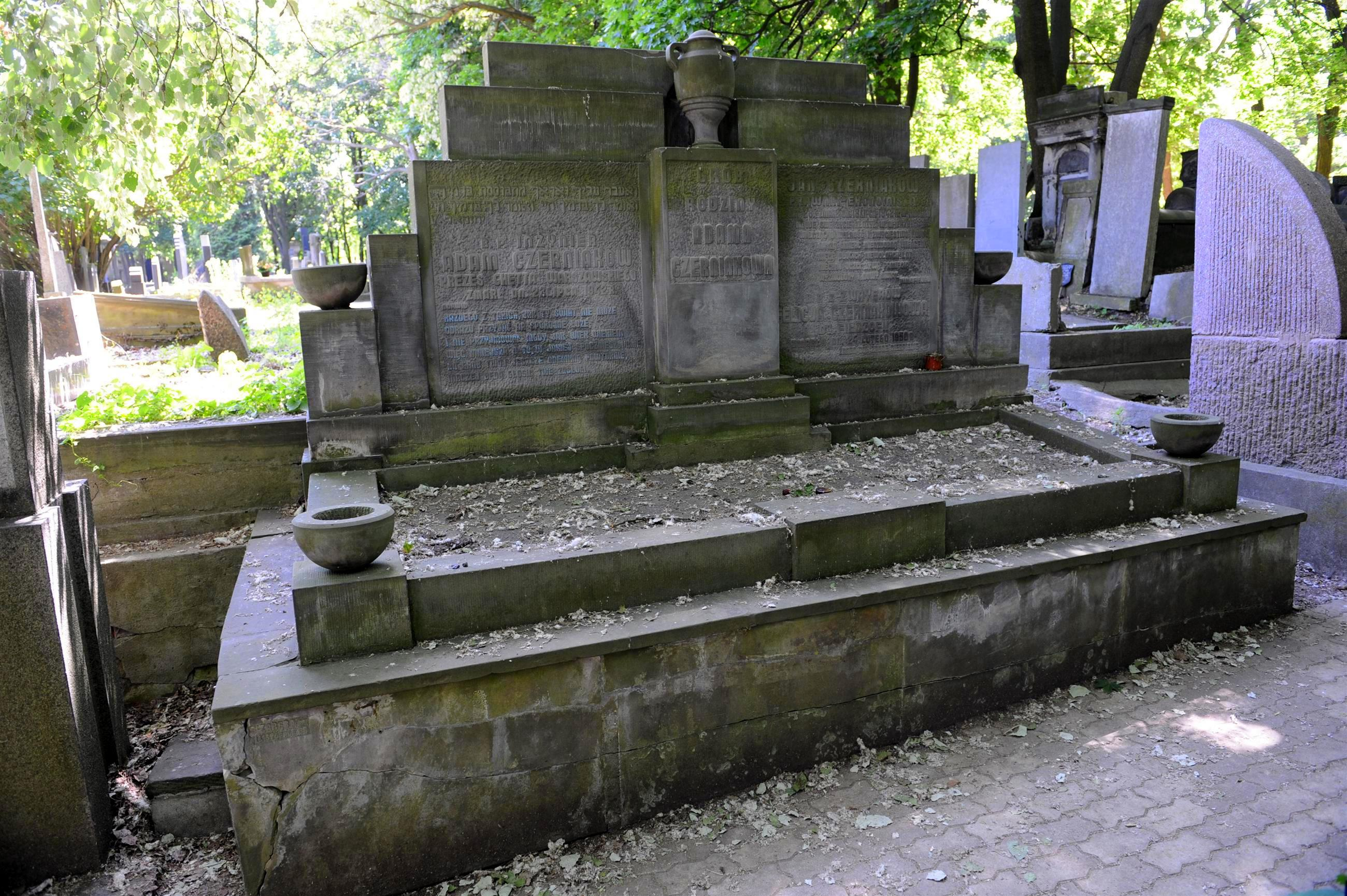
Grobowiec rodziny Czerniaków na cmentarzu żydowskim przy ul. Okopowej w Warszawie

Po zakończeniu wojny powróciła do Warszawy. Znalazła pracę w Spółdzielni Wydawniczej „Książka” na Pradze. Działała także w komitecie żydowskim przy ul. Targowej 42. Zamieszkiwała w tym czasie na Grochowie, przy ul. Grenadierów 46a.
Od spotkanego przypadkowo mężczyzny dowiedziała się, że naczelnik Kriminalpolizei, który przesłuchiwał ją po aresztowaniu, przeżył wojnę i mieszka w Józefowie. Prawdopodobnie w drugiej połowie 1948 roku, samodzielnie lub za pośrednictwem osoby trzeciej, zdołała odzyskać osiem brulionów z dziennikiem męża (dziewiąty zaginął).
Będąc w trudnej sytuacji materialnej, zgłosiła się do Żydowskiego Instytutu Historycznego z propozycją odpłatnego przekazania dziennika. Ze względu na fakt, iż w tym okresie postać Adama Czerniakowa była oceniana bardzo krytycznie, instytut nie okazał zainteresowania. Ostatecznie przekazała dziennik krewnemu, który udawał się na emigrację do Francji, licząc być może, że dziennik zostanie tam opublikowany przez jedno z żydowskich wydawnictw. Z Francji dziennik w niewyjaśnionych okolicznościach trafił do Kanady, gdzie w 1964 roku zakupił go izraelski instytut Jad Waszem.
Do końca życia daremnie oczekiwała na powrót syna, nie wiedząc, że w lipcu 1942 roku zmarł na tyfus w Kirgiskiej SRR.
Zmarła 24 lutego 1950 roku. Została pochowana w grobowcu rodzinnym na cmentarzu żydowskim przy ul. Okopowej w Warszawie.

## Odniesienia w kulturze
Na Felicji Czerniaków wzorowana jest postać Karoli Orłowskiej – matki daremnie oczekującej na powrót zaginionego na wojnie syna, jednej z głównych bohaterek opowiadania Stanisława Wygodzkiego pt. Czarna suknia. W ekranizacji tego opowiadania z 1967 roku w postać tę wcieliła się Ida Kamińska.